# Wer bist du, den ich liebe?
Wer bist du, den ich liebe? ist ein deutsches Liebesfilmmelodram aus dem Jahre 1949 von Géza von Bolváry mit Jester Naefe und Adrian Hoven in den Hauptrollen. Dem Film liegt der Roman Die Abenteuer des Herrn von Barabas (1943) von Hugo Maria Kritz, der auch das Drehbuch schrieb, zugrunde.

## Handlung
Nachdem ihr Vater starb, findet Beatrix Malibran, dass es Zeit wird, die Spielschulden seiner früheren Poker-Partner endlich einzutreiben. Und dies tut die junge Frau ziemlich rigoros. Denn am Vorabend vor dessen Tod haben diese Männer 4000 DM verloren, die sie jedoch bislang nicht ausgezahlt haben. Manche der Betroffenen weigern sich jedoch, das Geld rauszurücken, denn der Schuldner sei ja bereits verstorben, und das Geld könne nur an diesen, nicht etwa an etwaige Nachkommen ausgehändigt werden. Beatrix lässt dieses Argument jedoch nicht gelten, greift nun ihrerseits zu fragwürdigen Methoden und setzt die säumigen Zahler mit ihren sehr eigenen Mitteln schwer unter Druck. 
Dabei lernt sie den attraktiven jungen Franz kennen, den vermeintlich mittellosen Sohn eines der Schuldners, und prompt verliebt sie sich in ihn. Gerne würde Beatrix dem mutmaßlich „armen Bettelstudenten“ helfen, doch kommt ihr plötzlich eine mondäne Rivalin namens Livia ins Gehege. Die weiß um Franzens wahre Finanzen und plant, den in Wirklichkeit reichen jungen Mann für sich zu angeln. Doch Beatrix, die bereits bewiesen hat, dass sie sich durchzusetzen weiß, greift in die Trickkiste und schnappt Livia auf dem Umweg über Franzens Vater den Studiosus vor der Nase weg.

## Produktionsnotizen
Wer bist du, den ich liebe? entstand im Filmatelier von Wiesbaden und zwei Münchner Filmstudios sowie am Starnberger See (Außenaufnahmen). Die Uraufführung erfolgte am 15. November 1949 in München, die Berliner Premiere war am 13. März 1950.
Die beiden Chefs der Münchner Produktionsfirma Merkus-Film, Wilhelm Sperber und Heinrich Schier, übernahmen auch die Produktionsleitung. Hans Sohnle entwarf die von Fritz Lück ausgeführten Filmbauten. 

## Kritik
Im Lexikon des Internationalen Films heißt es: „Eine in Abwandlung des Themas von der "Zähmung einer Widerspenstigen" erdachte Komödie, die nach flottem satirischem Beginn allzu schnell ins banale Fahrwasser mühseliger Situationskomik abgleitet.“